# 397e division d'infanterie
La  397e division d'infanterie est une des divisions d'infanterie de l'armée allemande (Wehrmacht) durant la Seconde Guerre mondiale.

## Théâtres d'opérations
- Janvier 1943 : L’unité disparaît à Stalingrad après la capitulation des forces allemandes du Maréchal Paulus